# Cardápio

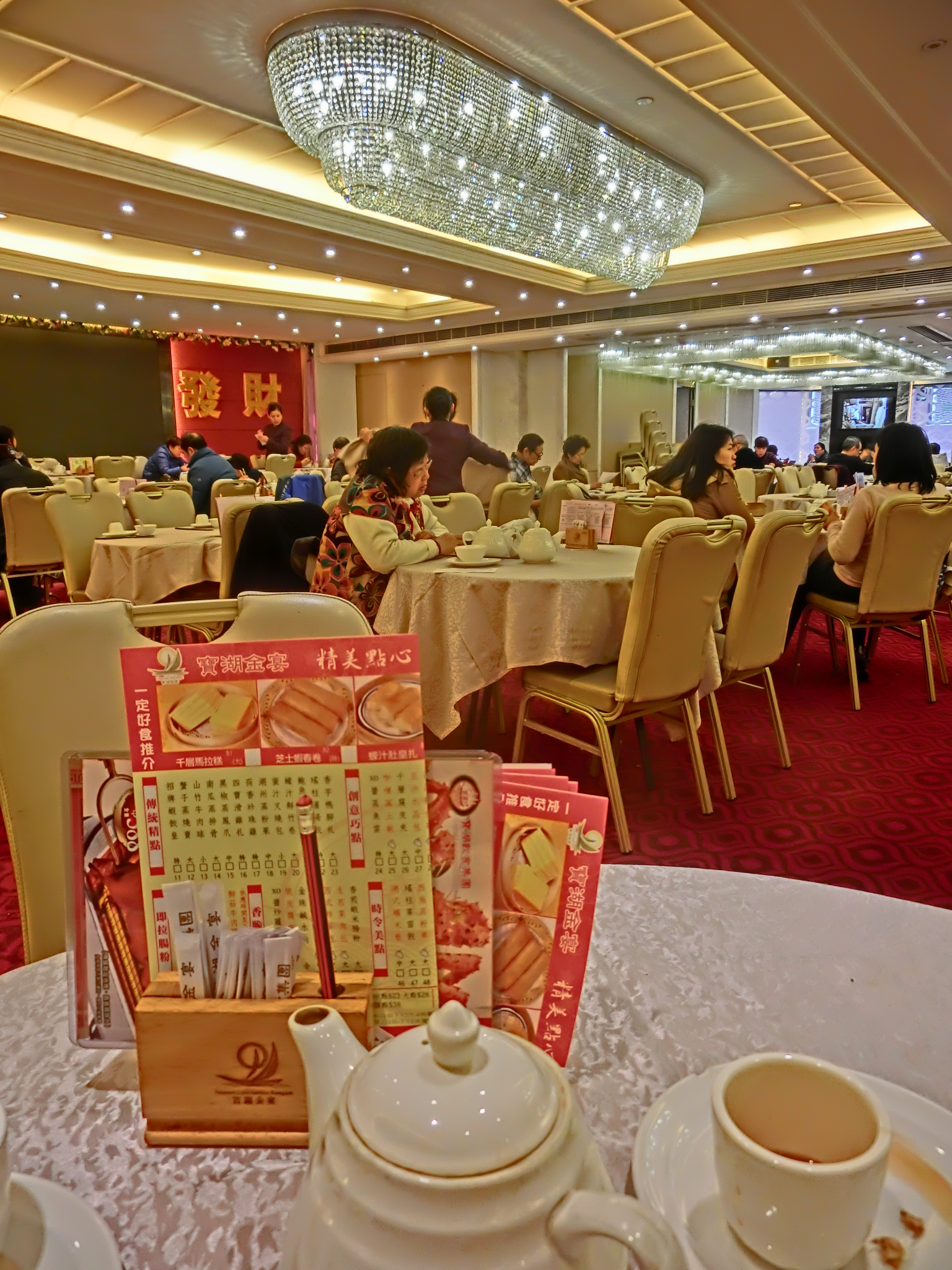
Cardápios à disposição em uma mesa de um restaurante de Hong Kong

Num restaurante, o cardápio, ementa ou menu é a lista onde constam as opções (pratos, bebidas e vinhos) disponíveis para o cliente. Um menu pode ser à la carte (quando o cliente escolhe livremente entre as opções do cardápio) ou table d'hôte (quando a sequência dos pratos já é predeterminada). Os itens disponíveis para o consumidor escolher podem estar agrupados em várias categorias, dependendo da hora do dia ou do evento. Um cardápio de café da manhã no mundo ocidental usualmente inclui ovos, torradas e/ou frutas. Cardápios de almoço e jantar, em contrapartida, incluem itens de porções de comida e entradas.

## Etimologia
"Cardápio" origina-se da junção dos termos latinos charta, "papel", e dapum, genitivo de dapes, "iguarias". "Ementa" origina-se do termo latino ementa (ideia, pensamento). "Menu" deriva do francês menu.

## Origens
Há pelo menos duas versões acerca da origem do cardápio, menu, carta, ementa, e de quando essa lista começou a ser utilizada:
- O primeiro cardápio documentado está no acervo do Museu do Palácio de Versalhes, e data de 21 de junho de 1751. Foi o menu de um Banquete oferecido pelo rei Luís XV da França à comunidade financeira. Listava 48 pratos, sopas, carnes e sobremesas. Foi desenhado pelo artista e calígrafo Brain de Sainte-Marie.
- Embora não documentado, teria havido um cardápio mais antigo, conforme os alemães, que se dizem seus inventores. Em Abril de 1521, o duque Heinrich Brunswick-Wolfenbüttel fez com que seus cozinheiros escrevessem, num pergaminho, a lista dos pratos servidos no banquete de abertura da Dieta de Worms, a qual considerou Martinho Lutero como fora da lei.

## A diferença de Ementa e Carta
A carta é uma lista organizada de bebidas ou pratos, permitindo ao cliente uma escolha variada e diversificada, podendo arranjar uma enorme escolha de combinações. Existem vários tipos de cartas como cartas de restaurante, vinhos, bar, snack-bar etc.
Ementa é um conjunto organizado de itens fixos, aos quais o cliente tem um leque de escolha muito limitado, podendo fazer um número muito baixo de combinações.

## Tipos de Ementa
Existem vários tipos de ementa:
- Ementa Fixa: Entrada, prato principal (um ou dois) e sobremesa.
- Ementa Fixa com opção: (com uma ou mais opções) Entrada ou Sopa, dois pratos principais, fruta ou doce.

Em alguns casos, as ementas podem ainda incluir o serviço de queijos.

## As famílias e os itens de uma carta
Uma família é um conjunto de iguarias que têm, em comum, a sua natureza ou ordem de participação na refeição. As famílias estão organizadas de uma maneira lógica e tradicional, que no entanto pode ser alterada consoante as necessidades ou gosto do responsável.
A organização tradicional das famílias da carta apresenta-se da seguinte forma:
- Acepipes, Entradas (Frias ou quentes)

- Sopas, Consommés e cremes

- Saladas

- Ovos e Massas

- Peixes, Crustáceos e Marisco

- Carnes

- Guarnições

- Queijos

- Doces e Frutas

- Especialidades

Cada família é composta por um conjunto de itens, sendo um item um prato ou iguaria que compõe a família. Por exemploː a família de carnes pode ser composta por Carne de porco à alentejana, Cozido à portuguesa, Lombo de vaca com pimenta verde etc.

## Fatores a considerar na elaboração de Cartas ou Ementas
- Grafismo utilizado: Deve ser atrativo, legível com o estilo e cultura do estabelecimento, com um aspeto limpo e cuidado. Textos traduzidos para diferentes línguas.

- Ordem de Pratos, deve seguir uma lógica própria.

- Variedade e diversidade de pratos, que é uma regra fundamental quando se planifica as cartas e ementas. Quando se fala em variedade e diversidade de pratos, também é importante referir que o tipo de géneros utilizados deve variar de prato para prato, não sendo aconselhável por exemplo que uma carta de carnes seja composta somente por carne de porco ou vaca. Os tipos de guarnições também devem variar, o que é errado que as mesmas para os diferentes tipos de pratos sejam sistematicamente idênticas.´

- Considerar a época do ano, ao escolher pratos frios e leves para épocas mais quentes, e pratos mais substanciais e quentes para épocas mais frias.

- Adaptar a carta ao segmento de clientes, origem social, moda, nacionalidade, costumes, preferências etc.

- Considerar as tendências de alimentação, possibilidade de incluir na carta opções macrobióticas, vegetarianas ou outras formas modernas ou tradicionais de alimentação.

- Adaptação ás condições de trabalho do restaurante, a carta deve respeitar os meios que o estabelecimento tem á sua disposição, nomeadamente os recursos humanos, o equipamento, as instalações e os stocks.

- Respeitar a denominação dos pratos, no que se refere aos pratos clássicos e tradicionais representativos de um tipo de gastronomia. A denominação pode ser requintada mas tem de ser explicita de modo a que o cliente perceba rapidamente a composição dos pratos a escolher.

- Trabalhar de acordo com as receitas estabelecidas, é importante que se um cliente pediu "Bacalhau a Gomes de Sá", lhe seja servido precisamente o que pediu e não, um outro semelhante, resultado da falta de competência ou ingredientes etc.
- Tipo de serviço praticado, inglesa, buffet etc.

- Análise de concorrência, analisar as ofertas, serviços e preços, constituirá uma importante referencia para a planificação dos produtos a vender.

- Ratios de Custo

- aproveitamento integral dos alimentos, por exemplo uma espetada de peixe poderá constituir um ótimo aproveitamento das sobras das preparações, dos vários tipos de peixe que constam da carta, o strogonoff poderá ser o aproveitamento culinário de aparas do lombo da vaca.

- Ementa do dia, trata-se de uma alternativa de pratos que muda diariamente, a qual deverá fazer parte do carta de comidas, constitui para o cliente uma garantia de frescura do produto, maior rapidez no serviço e um preço fixo, permitindo em certos casos escoar determinados produtos que se encontram no limite da sua durabilidade

- Facilidade de aquisição dos produtos, quanto que possível dar preferência aos produtos locais, uma vez que a sua aquisição será sempre mais eficiente e económica.

- Informação do tempo de confeção dos pratos que exigem uma preparação mais demorada.

## Informações adicionais
A carta pode conter outro tipo de informações relativas ao restaurante, tais como:
- Tempo de preparação das iguarias

- Referencias nutricionais, peso, quantidade ou volume de porção

- Nome do autor da receita

- O fornecedor (nomeadamente no caso dos vinhos)

- Sugestão de bebida a acompanhar

- Horário da cozinha

- Traduções

- Número de telefone e horas de reserva

- Horário de funcionamento e dias de folga

- Nomes e moradas de estabelecimentos da mesma organização

- Eventual local para publicidade

Etc.